# Kushtrim Munishi
Kushtrim Munishi, kosovski nogometaš i nogometni trener. Igrao u veznom redu i napadu.
Debitirao 1990. godine. 1990./91. i 1991./92. igrao je za Prištinu u 2. saveznoj ligi Jugoslavije.
Igrao za Prištinu, Zagłębie iz Lubina, Leoben, Lokomotivu iz Plovdiva, Partizani iz Tirane, Besianu, Kosova i Flamurtari iz Prištine, KEK, Gjilani i Hysi. U zadnjoj sezoni svoje karijere igrao je za Prishtinu i bio je ključni igrač u osvajanju naslova.
Proglašen najboljim nogometašem Kosova, najboljim športašem i najboljim strijelcem tri puta.
Odigrao jednu prijateljsku utakmicu za Kosovu, protiv Albanije 14. veljače 1993. i postigao jedini pogodak.
Trenirao Prištinu 2016. godine. Danas trenira igrače Prištine mlađe od 17 godina. Trenirao je i selekciju do 19 godina i bio je direktor nogometne akademije.

## Vanjske poveznice
- (alb.) Historia e Klubit  Arhivirana inačica izvorne stranice od 7. srpnja 2017. (Wayback Machine), Službene stranice KF Prishtina, Povijest kluba
- (eng.) Profil na FootballDatabase.
- (polj.) Profil na 90minut.